# Kingisepp
För andra betydelser, se Kingisepp (olika betydelser).

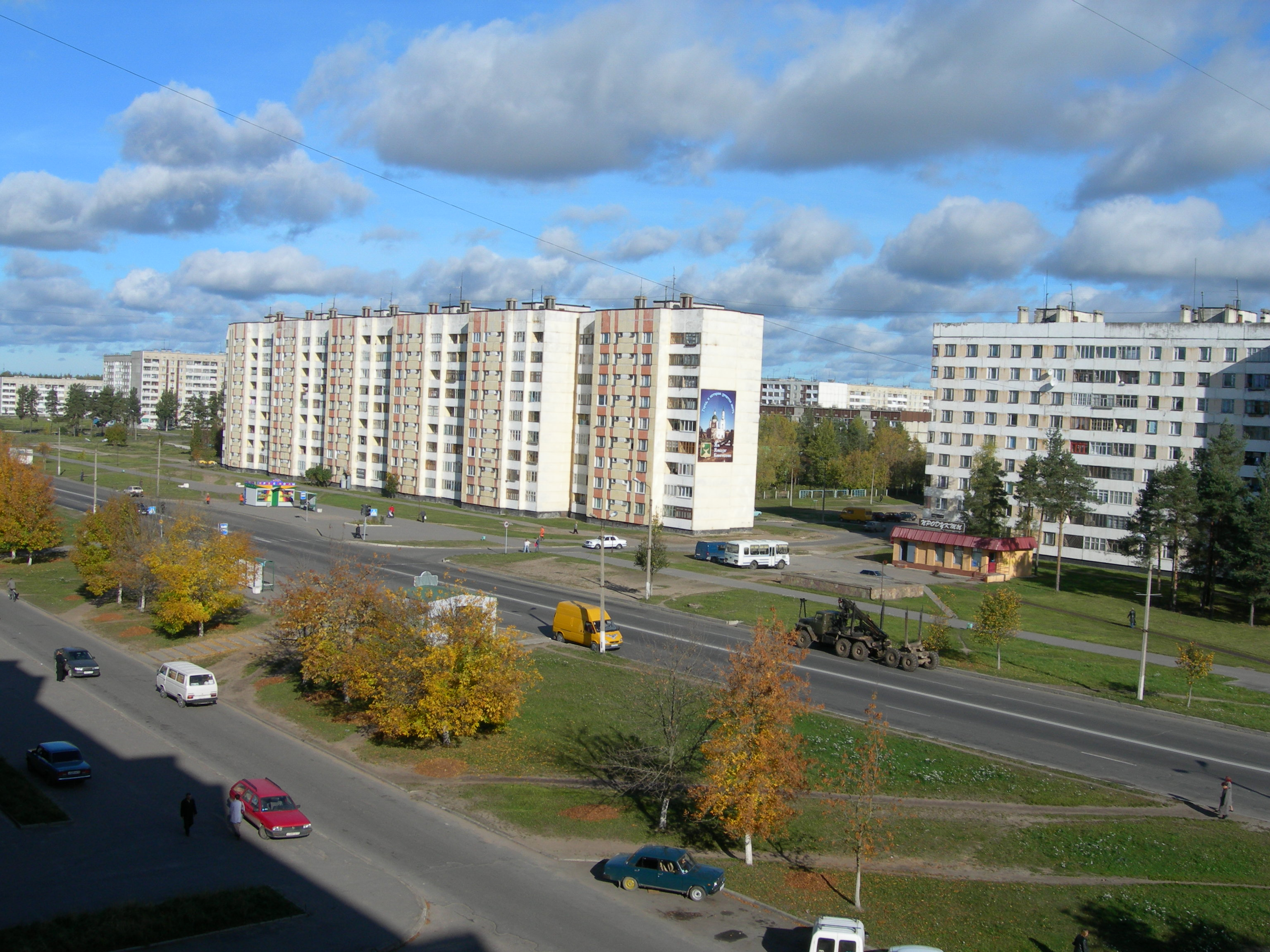
Kingisepp.

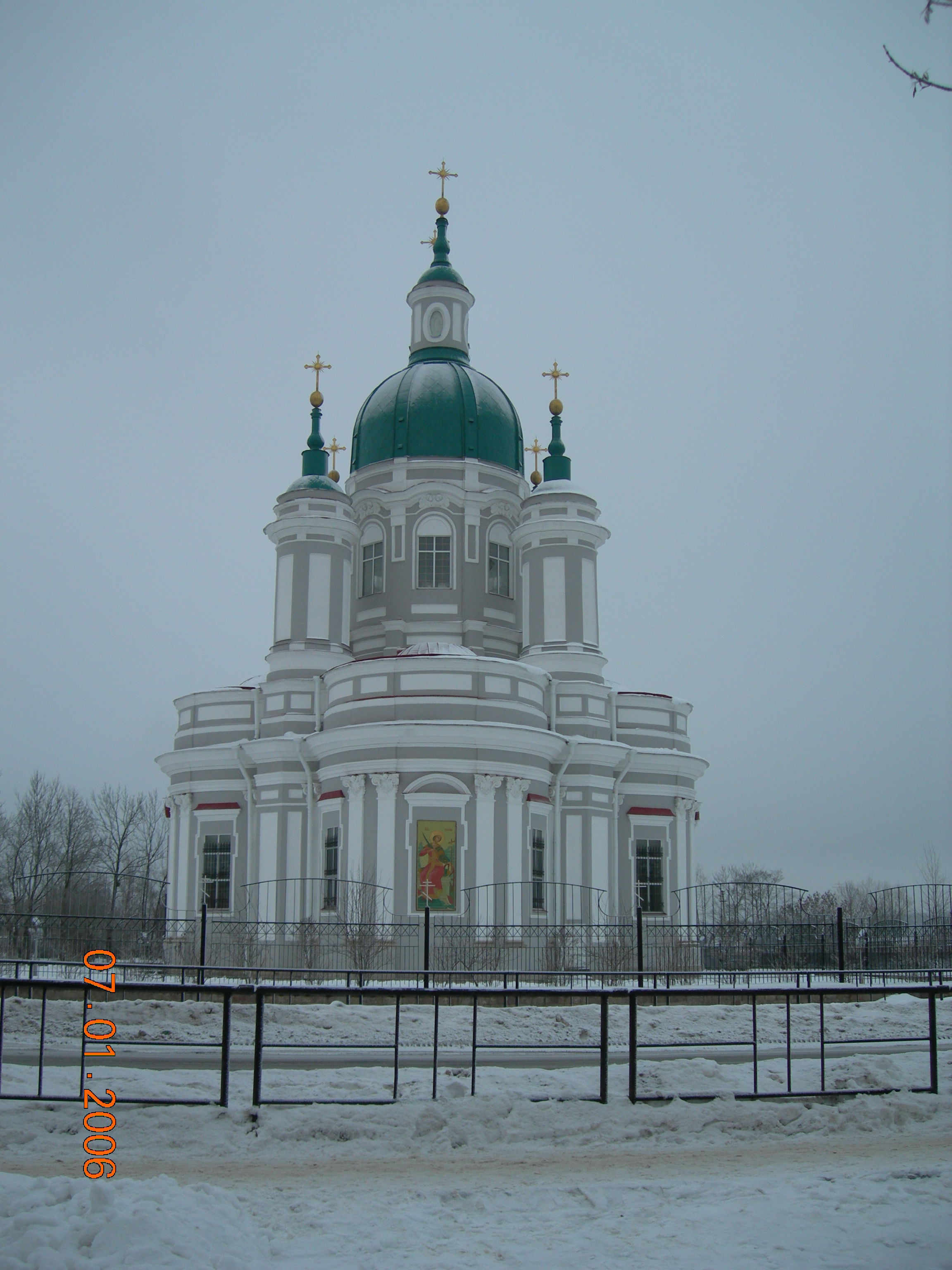
Kingisepps ortodoxa kyrka.

Kingisepp (ryska Кингисепп; estniska/finska Jaama; svenska Jama; tyska Jamburg) är en stad i Leningrad oblast, Ryssland. Den ligger vid floden Luga, 137 km väster om Sankt Petersburg, 20 km öster om Narva och ca 50 km söder om Finska viken i det historiska landskapet Ingermanland. Staden hade 47 969 invånare i början av 2015.
Kingisepp grundades 1384 som en fästning av bojaren Ivan Fjodorovitj från Novgorod och hette fram till 1703 Jama (Яма). Åren 1703-1922 hette staden Jamburg (Ямбург), efter det svenska namnet Jamborg, alltså borgen i Jama. 1784 blev orten en stad. 1922 togs namnet Kingisepp, efter Viktor Kingissepp, en estländsk kommunist.

## Kingiseppskij rajon
Kingisepp är centralort i den administrativa regionen Kingiseppskij rajon (Кингисеппский район) i Leningrad oblast. I rajonen finns följande voloster:
- Bolsjelutskja volost (Большелуцкая волость)
- Vistinskaja volost (Вистинская волость)
- Kajbolovskaja volost (Кайболовская волость)
- Kotejskaja volost (Котельская волость)
- Kuzemkinskja volost (Куземкинская волость)
- Nezjnobskja volost (Нежновская волость)
- Opolebskaja volost (Опольевская волость)
- Pustomerzjskaja volost (Пустомержская волость)
- Sojkinskaja volost (Сойкинская волость)
- Ust-Luzjskaja volost (Усть-Лужская волость)
- Falileebskaja volost (Фалилеевская волость)

## Vänorter
- Jõhvi, Estland
- Narvik, Norge
- Reso, Finland